# Þorvaldur
Þorvaldur ist ein isländischer männlicher Vorname.

## Herkunft und Bedeutung
Þorvaldur ist eine Variante des Namens Thorwald mit der Bedeutung Thors Stärke oder Thors Macht. Ähnliche, altnordische Varianten, von denen die moderne isländische Form abstammt, sind Þorvaldr und Þórvaldr.

## Namensträger
- Þorvaldur Árnason (* 1980), isländischer Fußballspieler
- Þorvaldur Asvaldsson (um 970), Vater Eriks des Roten
- Þorvaldur H. Gröndal, Schlagzeuger der Band Trabant
- Þorvaldur Gylfason (* 1951), isländischer Ökonom
- Þorvaldur Gissurarson (* 1235), Angehöriger des mächtigen Geschlechts der Haukdælir, Bruder von Magnús Gissurarson
- Þorvaldur Halldórson, Ehemann von Guðrún Ósvífursdóttir (* 974), einer der Hauptfiguren der Laxdœla saga
- Þorvaldur Koðránsson (um 1000, auch Þorvaldur víðförli), Weggefährte des isländischen Missionsbischofs Friedrich
- Þorvaldur Kristinsson (* 1951), isländischer Autor
- Þorvaldur Thoroddsen (1855–1921), isländischer Geologe
- Þorvaldur Þorsteinsson (* 1960), isländischer Autor und Künstler